# Székesfehérvári járás
A Székesfehérvári járás Fejér vármegyéhez tartozó járás Magyarországon, amely 2013-ban jött létre. Székhelye Székesfehérvár. Területe 1042,05 km², népessége 151 270 fő, népsűrűsége 145 fő/km² volt a 2018. évi adatok szerint. Egy megyei jogú város (Székesfehérvár), két város (Polgárdi és Aba), valamint négy nagyközség és 18  község tartozik hozzá. Magyarország egyik legnagyobb és egyik legnépesebb járása.
A Székesfehérvári járás a járások 1983-as megszüntetése előtt is mindvégig létezett, és székhelye az állandó járási székhelyek kijelölése (1886) óta végig Székesfehérvár volt. 1983 és 2012 között a kistérség központja szintén Székesfehérvár volt.
A járás legnépesebb és legnagyobb területű települése Székesfehérvár, a legkisebb népességű Bakonykúti, a legkisebb területű pedig Jenő.
2014. december 31-én megszűnt a Polgárdi járás, melynek következtében öt település 2015. január 1-jével a Székesfehérvári járáshoz került: Füle, Jenő, Kőszárhegy, Nádasdladány és Polgárdi. Ugyanekkor Gántot és Magyaralmást elcsatolták a Székesfehérvári járástól.

## Települései
| Település        | Rang (2013. július 15.)                                    | Kistérség (2013. január 1-ig) | Népesség (2019. január 1.) | Terület (km²) | Régi járás (2014. december 31-ig) |
| ---------------- | ---------------------------------------------------------- | ----------------------------- | -------------------------- | ------------- | --------------------------------- |
| Székesfehérvár   | megyeszékhely járásszékhely megyei jogú város régióközpont | Székesfehérvári               | 96 940                     | 170,89        | –                                 |
| Aba              | város                                                      | Abai                          | 4 428                      | 88,05         | –                                 |
| Polgárdi         | város                                                      | Székesfehérvári               | 6 955                      | 72,16         | Polgárdi                          |
| Sárosd           | nagyközség                                                 | Abai                          | 3 256                      | 48,12         | –                                 |
| Seregélyes       | nagyközség                                                 | Abai                          | 4 245                      | 78,19         | –                                 |
| Soponya          | nagyközség                                                 | Abai                          | 1 721                      | 49,96         | –                                 |
| Szabadbattyán    | nagyközség                                                 | Székesfehérvári               | 4 599                      | 33,66         | –                                 |
| Bakonykúti       | község                                                     | Székesfehérvári               | 168                        | 12,45         | –                                 |
| Csór             | község                                                     | Székesfehérvári               | 1 802                      | 41,49         | –                                 |
| Csősz            | község                                                     | Abai                          | 967                        | 17,11         | –                                 |
| Füle             | község                                                     | Székesfehérvári               | 844                        | 30,32         | Polgárdi                          |
| Iszkaszentgyörgy | község                                                     | Székesfehérvári               | 2 089                      | 26,27         | –                                 |
| Jenő             | község                                                     | Székesfehérvári               | 1 292                      | 5,56          | Polgárdi                          |
| Káloz            | község                                                     | Abai                          | 2 303                      | 47,79         | –                                 |
| Kőszárhegy       | község                                                     | Székesfehérvári               | 1 475                      | 5,9           | Polgárdi                          |
| Lovasberény      | község                                                     | Székesfehérvári               | 2 598                      | 60,62         | –                                 |
| Moha             | község                                                     | Székesfehérvári               | 592                        | 9,88          | –                                 |
| Nádasdladány     | község                                                     | Székesfehérvári               | 1 729                      | 23,35         | Polgárdi                          |
| Pátka            | község                                                     | Székesfehérvári               | 1 750                      | 40,38         | –                                 |
| Sárkeresztes     | község                                                     | Székesfehérvári               | 1 492                      | 23,27         | –                                 |
| Sárkeszi         | község                                                     | Székesfehérvári               | 612                        | 14,79         | –                                 |
| Sárszentmihály   | község                                                     | Székesfehérvári               | 2 961                      | 37,4          | –                                 |
| Tác              | község                                                     | Abai                          | 1 723                      | 45,69         | –                                 |
| Úrhida           | község                                                     | Székesfehérvári               | 2 524                      | 7,25          | –                                 |
| Zámoly           | község                                                     | Székesfehérvári               | 2 205                      | 48,5          | –                                 |

## Története
2014. december 31-ével megszűnt a Polgárdi járás, és Füle, Jenő, Kőszárhegy, Nádasdladány, Polgárdi a Székesfehérvári járáshoz kerültek. Ugyanakkor Gánt a Bicskei járáshoz, míg Magyaralmás a Móri járásba került.